# 中氮茚
中氮茚，又称吲嗪、吲哚嗪（Indolizine），是含有环合氮的六并五杂环体系，吲哚异构体之一，有芳香性，为完全共轭的10π电子体系。
芳香性的中氮茚环在自然界中是比较罕见的，但它完全氢化的产物八氢吲嗪是常见的，存在于很多生物碱中。

## 化学性质
中氮茚环是富电子的，主要发生亲电取代，活性与吲哚相仿，优先在 C-3 进行，但也有可能在 C-1 上。中氮茚不与亲核试剂作用，也一般不能发生卤素的亲核置换反应。
中氮茚及其简单烷基衍生物对光敏感，在空气中容易被氧化，导致环系被破坏。

## 合成
2-烷基吡啶与 α-卤代酮发生季铵化作用，生成的 α-甲基吡啶盐在碱作用下关环，得到中氮茚。